# Boy Cornils
Boy Cornils (* 29. März 1938 in Bremen; † 21. Dezember 2024 in Kriftel) war ein deutscher Chemiker und Hochschullehrer.

## Leben
Cornils studierte ab 1957 Chemie an der Technischen Hochschule Hannover, wo er 1964 bei Günther Schiemann in Technischer Chemie über das Thema Die Einwirkung von Chlortrifluorid auf Äthylen in der Gasphase promovierte. Er blieb zunächst an der Hochschule in Hannover, wo er eine Forschungsgruppe betreute. Im Jahr 1967 wechselte er zur Ruhrchemie in Oberhausen, wo er an der Entwicklung der Hydroformylierung mit wasserlöslichen Katalysatoren arbeitete. Parallel zu seiner Arbeit als Forschungsleiter bei der Ruhrchemie war er ab 1983 Honorarprofessor an der Ruhr-Universität Bochum. 1984 wechselte er als Forschungsleiter des Geschäftsbereichs Organische Chemikalien zur Hoechst. Von 1988 bis 1998 leitete er den Geschäftsbereich Chemikalien. Seit seiner Pensionierung war Cornils als Autor und Herausgeber von Fachbüchern und Fachzeitschriften aktiv.
2013 wurde er mit der Otto-Roelen-Medaille der DECHEMA ausgezeichnet.

## Veröffentlichungen (Auswahl)
- Boy Cornils, Wolfgang A. Herrmann, Chi-Huey Wong, Horst-Werner Zanthoff: Catalysis from A to Z: A Concise Encyclopedia, 2408 Seiten, Verlag Wiley-VCH Verlag GmbH & Co. KGaA, (2012), ISBN 3-527-33307-X
- Boy Cornils, Wolfgang A. Herrmann: Aqueous-Phase Organometallic Catalysis: Concepts and Applications, 780 Seiten, Verlag Wiley-VCH Verlag GmbH & Co. KGaA, (2004), ISBN 3-527-30712-5
- Boy Cornils, Wolfgang A. Herrmann: Applied Homogeneous Catalysis with Organometallic Compounds. A Comprehensive Handbook, 1246 Seiten, Verlag Wiley-VCH Verlag GmbH (1999), ISBN 3-527-29594-1